# Calendario UCI Femenino 2019
El Calendario UCI Femenino 2019 (oficialmente: Women Elite Ranking), también denominado Ranking UCI Femenino 2019, comenzó el 29 de octubre en Costa Rica con el Gran Premio ICODER y finalizó el 20 de octubre en Francia con la Chrono des Nations.

## Equipos, carreras y categorías
- Para la lista de equipos profesionales véase: Equipos

En estas carreras pueden participar prácticamente todos los equipos. Las únicas limitaciones se sitúan en que los equipos amateurs no pueden participar en las carreras del UCI WorldTour Femenino 2019 (las de mayor categoría) y los equipos mixtos solo pueden participar en las carreras .2 (las de menor categoría).
En los Campeonatos Continentales (CC) también pueden puntuar todo tipo de equipos y corredoras de ese continente; y dependiendo la legislación de su federación continental también pueden participar, sin poder puntuar, corredoras fuera de ese continente.

### Categorías
Fuera del UCI WorldTour Femenino 2019 destacarán las 30 carreras de categoría .1 (8 por etapas y 22 de un día). En el siguiente cuadro se muestran las carreras con esa puntuación ordenado por países, para el resto de las competiciones véase: Carreras del Calendario UCI Femenino 2019
| Carrera                                                                   | Categoría |
| ------------------------------------------------------------------------- | --------- |
| Santos Women's Tour                                                       | 2.1       |
| Cadel Evans Great Ocean Road Race                                         | 1.1       |
| Tour de Turingia femenino                                                 | 2.1       |
| BeNe Ladies Tour                                                          | 2.1       |
| A través de Flandes                                                       | 1.1       |
| Dwars door de Westhoek                                                    | 1.1       |
| Gooik-Geraardsbergen-Gooik                                                | 1.1       |
| Lotto Belgium Tour                                                        | 2.1       |
| Omloop Het Nieuwsblad-vrouwen elite / Circuit Het Nieuwsblad-Femmes Elite | 1.1       |
| SPAR Flanders Diamond Tour                                                | 1.1       |
| Spar-Omloop van het Hageland-Tielt-Winge                                  | 1.1       |
| Trofeo Maarten Wynants                                                    | 1.1       |
| Grand Prix Cycliste de Gatineau - RR                                      | 1.1       |
| Grand Prix Cycliste de Gatineau - ITT                                     | 1.1       |
| Vuelta a Burgos Féminas                                                   | 2.1       |
| Winston Salem Cycling Classic                                             | 1.1       |

| Carrera                                                | Categoría |
| ------------------------------------------------------ | --------- |
| Independence Cycling Classic                           | 1.1       |
| La Classique Morbihan                                  | 1.1       |
| Gran Premio de Plumelec-Morbihan Femenino              | 1.1       |
| Chrono Champenois-Trophée Européen                     | 1.1       |
| Chrono des Nations                                     | 1.1       |
| Giro del Trentino Alto Adige-Südtirol                  | 1.1       |
| Giro de Emilia Femenino                                | 1.1       |
| Gran Premio Bruno Beghelli Femenino                    | 1.1       |
| Festival Luxemburgués de Ciclismo Femenino Elsy Jacobs | 2.1       |
| EPZ Omloop van Borsele                                 | 1.1       |
| Tour de Polonia Femenino                               | 2.1       |
| Tour de Yorkshire                                      | 1.1       |
| 947 Cycle Challenge                                    | 1.1       |
| Tour de Tailandia                                      | 2.1       |

Además, al igual que en los Circuitos Continentales UCI, también puntúan los campeonatos nacionales de ruta y contrarreloj (CN) así como el Campeonato Mundial (CM) de ese año.

## Calendario
- Para las carreras de máxima categoría véase: UCI WorldTour Femenino 2019

Las siguientes carreras que integraban  el calendario UCI Femenino 2019 (actualizado por la UCI a octubre de 2018), aunque el calendario podía sufrir modificaciones a lo largo de la temporada con la inclusión de nuevas carreras o exclusión de otras.
| Calendario UCI Femenino 2019 | Calendario UCI Femenino 2019 | Calendario UCI Femenino 2019                                               | Calendario UCI Femenino 2019 | Calendario UCI Femenino 2019 |
| Fecha                        | País                         | Carrera                                                                    | Ganador                      |                              |
| ---------------------------- | ---------------------------- | -------------------------------------------------------------------------- | ---------------------------- | ---------------------------- |
| 29 de oct                    | Costa Rica                   | Gran Premio ICODER                                                         | Maria Jose Vargas            |                              |
| 30 de oct                    | Costa Rica                   | Gran Premio Comite Olimpico Nacional Femenino                              | Marcela Prieto               |                              |
| 2 – 4 de noviembre           | Costa Rica                   | Vuelta Internacional Femenina a Costa Rica                                 | Liliana Moreno               |                              |
| 10 – 13 de enero             | Australia                    | Santos Women's Tour                                                        | Amanda Spratt                |                              |
| 19 de ene                    | Nueva Zelanda                | Gravel and Tar La Femme                                                    | Brodie Chapman               |                              |
| 26 de ene                    | Australia                    | Cadel Evans Great Ocean Road Race Women                                    | Arlenis Sierra               |                              |
| 30 – 31 de enero             | Australia                    | Herald Sun Tour femenino                                                   | Lucy Kennedy                 |                              |
| 9 de feb                     | Turquía                      | Gran Premio de Gazipaşa femenino                                           | Ina Savenka                  |                              |
| 10 de feb                    | Turquía                      | Gran Premio de Alanya femenino                                             | Tatsiana Sharakova           |                              |
| 10 de feb                    | España                       | Vuelta a la Comunitat Valenciana Feminas                                   | Lotte Kopecky                |                              |
| 21 – 24 de febrero           | España                       | Setmana Ciclista Valenciana                                                | Clara Koppenburg             |                              |
| 1 de mar                     | Israel                       | Scorpions' Pass TT                                                         | Antri Christoforou           |                              |
| 2 de mar                     | Bélgica                      | Omloop Het Nieuwsblad femenina                                             | Chantal Blaak                |                              |
| 2 de mar                     | Israel                       | Tour de Aravá                                                              | Rotem Gafinovitz             |                              |
| 3 de mar                     | Bélgica                      | Omloop van het Hageland                                                    | Marta Bastianelli            |                              |
| 5 de mar                     | Bélgica                      | Le Samyn femenina                                                          | Jip van den Bos              |                              |
| 9 de mar                     | Turquía                      | Gran Premio Velo Alanya femenina                                           | Olena Sharha                 |                              |
| 10 de mar                    | Bélgica                      | Omloop van de Westhoek-Memorial Stive Vermaut                              | cancelada                    |                              |
| 15 de mar                    | Países Bajos                 | Drentse Acht van Westerveld                                                | Audrey Cordon-Ragot          |                              |
| 20 de mar                    | Bélgica                      | Nokere Koerse femenina                                                     | Lorena Wiebes                |                              |
| 29 de mar                    | Chipre                       | Aphrodite Cycling Race ITT                                                 | Olga Zabelínskaya            |                              |
| 30 de mar                    | Chipre                       | Aphrodite's Sanctuary Cycling Race                                         | Olga Zabelínskaya            |                              |
| 3 de abr                     | Bélgica                      | A Través de Flandes femenina                                               | Ellen van Dijk               |                              |
| 4 – 7 de abril               | Estados Unidos               | Joe Martin Stage Race Women                                                | Chloé Dygert                 |                              |
| 8 de abr                     | Bélgica                      | Gran Premio de Dottignies                                                  | cancelada                    |                              |
| 8 – 10 de abril              | Tailandia                    | Tour de Tailandia femenino                                                 | Jutatip Maneephan            |                              |
| 10 – 14 de abril             | Países Bajos                 | Healthy Ageing Tour                                                        | Lisa Klein                   |                              |
| 17 de abr                    | Bélgica                      | Flecha Brabanzona Femenina                                                 | Sofie De Vuyst               |                              |
| 25 de abr                    | Italia                       | Gran Premio della Liberazione femenino                                     | cancelada                    |                              |
| 27 de abr                    | Países Bajos                 | Omloop van Borsele                                                         | Lorena Wiebes                |                              |
| 1 – 5 de mayo                | Estados Unidos               | Tour de Gila                                                               | Brodie Chapman               |                              |
| 2 – 5 de mayo                | República Checa              | Gracia-Orlová                                                              | Marta Bastianelli            |                              |
| 3 – 4 de mayo                | Reino Unido                  | Tour de Yorkshire femenino                                                 | Marianne Vos                 |                              |
| 8 – 10 de mayo               | Suecia                       | Tour de Upsala                                                             | Sara Mustonen                |                              |
| 10 – 12 de mayo              | Luxemburgo                   | Festival Elsy Jacobs                                                       | Lisa Brennauer               |                              |
| 12 de may                    | Bélgica                      | Trofeo Maarten Wynants                                                     | Elisa Balsamo                |                              |
| 12 de may                    | Hungría                      | V4 Ladies Series                                                           | Polina Kirillova             |                              |
| 16 – 19 de mayo              | España                       | Vuelta a Burgos Féminas                                                    | Stine Borgli                 |                              |
| 17 de may                    | Venezuela                    | Tour Femenino de Venezuela                                                 | Angie González               |                              |
| 18 – 19 de mayo              | Venezuela                    | Tour Femenino de Venezuela II                                              | Lilibeth Chacón              |                              |
| 20 de may                    | España                       | Durango-Durango Emakumeen Saria                                            | Lucy Kennedy                 |                              |
| 21 de may                    | República Popular China      | Tour de la Isla de Zhoushan I                                              | Thi That Nguyen              |                              |
| 22 – 23 de mayo              | República Popular China      | Tour de la Isla de Zhoushan II                                             | Thi Thu Mai Nguyễn           |                              |
| 23 de may                    | Ucrania                      | Kiev Olimpic Ring Women Race                                               | Hanna Tseraj                 |                              |
| 24 – 25 de mayo              | Tailandia                    | The 60th Anniversary "Thai Cycling Association"                            | Yumi Kajihara                |                              |
| 25 de may                    | Ucrania                      | Horizon Park Race Femenina                                                 | cancelada                    |                              |
| 26 de may                    | República Popular China      | Tour de Taiyuan femenino                                                   | Arianna Fidanza              |                              |
| 26 de may                    | Tailandia                    | The 60th Anniversary Thai Cycling Association - The Golden Era Celebration | Jutatip Maneephan            |                              |
| 26 de may                    | Ucrania                      | VR Women ITT                                                               | Valeriya Kononenko           |                              |
| 26 de may                    | Suiza                        | Gran Premio Cham-Hagendorn                                                 | Julie Leth                   |                              |
| 27 de may                    | Estados Unidos               | Winston-Salem Cycling Classic Women                                        | Leigh Ann Ganzar             |                              |
| 28 de mayo – 2 de junio      | Alemania                     | Tour de Turingia femenino                                                  | Kathrin Hammes               |                              |
| 31 de may                    | Francia                      | La Classique Morbihan                                                      | Christine Majerus            |                              |
| 1 de jun                     | Francia                      | Gran Premio de Plumelec-Morbihan Femenino                                  | Cecilie Uttrup Ludwig        |                              |
| 2 de jun                     | Bélgica                      | Gooik-Geraardsbergen-Gooik                                                 | cancelada                    |                              |
| 5 – 9 de junio               | Francia                      | Tour de Bretaña femenino                                                   | Audrey Cordon-Ragot          |                              |
| 5 – 9 de junio               | Guatemala                    | Vuelta Femenina a Guatemala                                                | Liliana Moreno               |                              |
| 6 de jun                     | Canadá                       | Gran Premio Ciclista de Gatineau                                           | Leah Kirchmann               |                              |
| 7 de jun                     | Eslovenia                    | Ljubljana-Domžale-Ljubljana TT                                             | Marlen Reusser               |                              |
| 7 de jun                     | Canadá                       | Chrono Gatineau                                                            | Amber Neben                  |                              |
| 8 de jun                     | Países Bajos                 | Omloop van de IJsseldelta                                                  | Marta Tagliaferro            |                              |
| 9 de jun                     | Bélgica                      | Dwars door de Westhoek                                                     | Elisa Balsamo                |                              |
| 12 – 16 de junio             | Estados Unidos               | North Star Grand Prix Women                                                | cancelada                    |                              |
| 16 de jun                    | Bélgica                      | Diamond Tour                                                               | Lorena Wiebes                |                              |
| 6 de jul                     | Hungría                      | V4 Ladies Series Restart Zalaegerszeg                                      | Olga Shekel                  |                              |
| 7 de jul                     | Canadá                       | Delta Road Race femenino                                                   | Alison Jackson               |                              |
| 11 – 14 de julio             | República Checa              | Tour de Feminin-O cenu Ceskeho Svycarska                                   | Vita Heine                   |                              |
| 12 de jul                    | Estados Unidos               | Chrono Kristin Armstrong femenina                                          | Chloé Dygert                 |                              |
| 18 – 21 de julio             | Bélgica                      | BeNe Ladies Tour                                                           | Lisa Klein                   |                              |
| 25 – 28 de julio             | Francia                      | Tour Pirineos-Mediterráneo                                                 | cancelada                    |                              |
| 30 de jul                    | España                       | Emakumeen Nafarroako Klasikoa                                              | Ashleigh Moolman-Pasio       |                              |
| 1 de ago                     | España                       | Clásica Féminas de Navarra                                                 | Sarah Roy                    |                              |
| 1 – 2 de agosto              | Francia                      | Kreiz Breizh Elites femenina                                               | Teniel Campbell              |                              |
| 3 de ago                     | Bélgica                      | Erondegemse Pijl                                                           | Monique van de Ree           |                              |
| 3 de ago                     | España                       | Clásica de San Sebastián                                                   | Lucy Kennedy                 |                              |
| 5 de ago                     | Costa Rica                   | Clasica CRC 506                                                            | Andrea Ramírez Fregoso       |                              |
| 6 de ago                     | Costa Rica                   | Clasica Esencial Costa Rica                                                | Andrea Ramírez Fregoso       |                              |
| 9 – 11 de agosto             | Costa Rica                   | Vuelta Internacional Femenina a Costa Rica                                 | Marcela Prieto               |                              |
| 9 – 11 de agosto             | Reino Unido                  | Tour de Escocia femenino                                                   | Leah Thomas                  |                              |
| 11 de ago                    | Bélgica                      | MerXem Classic                                                             | Lotte Kopecky                |                              |
| 17 de ago                    | Bélgica                      | Flanders Ladies Classic-Sofie De Vuyst                                     | Julie Van de Velde           |                              |
| 18 de ago                    | Francia                      | La Périgord Ladies                                                         | Coralie Demay                |                              |
| 21 de ago                    | Países Bajos                 | Veenendaal Veenendaal Classic Femenina                                     | cancelada                    |                              |
| 22 – 25 de agosto            | Estados Unidos               | Colorado Classic Women                                                     | Chloé Dygert                 |                              |
| 30 de ago                    | Francia                      | La Picto-Charentaise                                                       | Gladys Verhulst              |                              |
| 6 – 8 de septiembre          | Italia                       | Giro de la Toscana-Memorial Michela Fanini                                 | Arlenis Sierra               |                              |
| 7 de sep                     | República Popular China      | Scenic Avenue International Race I                                         | Sun Jiajun                   |                              |
| 8 de sep                     | República Popular China      | Scenic Avenue International Race II                                        | Sun Jiajun                   |                              |
| 8 de sep                     | Francia                      | Chrono Champenois-Trophée Européen                                         | Vita Heine                   |                              |
| 8 de sep                     | Francia                      | Gran Premio de Fourmies femenino                                           | Thi That Nguyen              |                              |
| 10 – 13 de septiembre        | Bélgica                      | Tour de Bélgica femenino                                                   | Mieke Kröger                 |                              |
| 13 – 19 de septiembre        | Francia                      | Tour Cycliste Féminin International de l'Ardèche                           | Marianne Vos                 |                              |
| 22 de sep                    | Francia                      | Gran Premio de Isbergues Femenino                                          | Christine Majerus            |                              |
| 5 de oct                     | Italia                       | Giro de Emilia Femenino                                                    | Demi Vollering               |                              |
| 6 de oct                     | Italia                       | Gran Premio Bruno Beghelli Femenino                                        | Marta Bastianelli            |                              |
| 17 de oct                    | República Popular China      | Tour du Nanxijiang                                                         | Sun Jiajun                   |                              |
| 20 de oct                    | Francia                      | Chrono des Nations femenina                                                | Leah Thomas                  |                              |

## Clasificaciones Finales (UCI World Ranking Femenino)
- No existe una clasificación exclusiva de este calendario. En el Ranking UCI Femenino se incluyen las 23 carreras del UCI WorldTour Femenino 2019. Esta clasificación se basa en los resultados de las últimas 52 semanas de acuerdo con el sistema "rolling", mismo sistema que el Ranking ATP y Ranking WTA de tenis.

Estas son las clasificaciones finales:

### Individual
| Posición | Corredor             | Equipo               | Puntos |
| -------- | -------------------- | -------------------- | ------ |
| 1.ª      | Lorena Wiebes        | Parkhotel Valkenburg | 2259   |
| 2.ª      | Marianne Vos         | CCC-Liv              | 2208   |
| 3.ª      | Annemiek van Vleuten | Mitchelton Scott     | 1946   |
| 4.ª      | Marta Bastianelli    | Virtu Cycling Women  | 1819   |
| 5.ª      | Anna van der Breggen | Boels Dolmans        | 1411   |
| 6.ª      | Amy Pieters          | Boels Dolmans        | 1403   |
| 7.ª      | Katarzyna Niewiadoma | Canyon Sram Racing   | 1268   |
| 8.ª      | Amanda Spratt        | Mitchelton Scott     | 1220   |
| 9.ª      | Christine Majerus    | Boels Dolmans        | 1198   |
| 10.ª     | Lisa Klein           | Canyon Sram Racing   | 1077   |

### Clasificación por equipos
Esta clasificación se calcula sumando los puntos de las cinco mejores corredoras de cada equipo. Los equipos con el mismo número de puntos se clasifican de acuerdo a su corredora mejor clasificado.
| Posición | Equipo               | Puntos |
| -------- | -------------------- | ------ |
| 1.º      | Boels Dolmans        | 5647   |
| 2.º      | Sunweb               | 4740   |
| 3.º      | Mitchelton Scott     | 4369   |
| 4.º      | Canyon Sram Racing   | 4217   |
| 5.º      | Trek-Segafredo Women | 4088   |

| Posiciones desde el 6º hasta el 10º | Posiciones desde el 6º hasta el 10º | Posiciones desde el 6º hasta el 10º |
| Posición                            | Equipo                              | Puntos                              |
| ----------------------------------- | ----------------------------------- | ----------------------------------- |
| 6.º                                 | CCC-Liv                             | 3953                                |
| 7.º                                 | Parkhotel Valkenburg                | 3912                                |
| 8.º                                 | Virtu Cycling Women                 | 3177                                |
| 9.º                                 | WNT-Rotor                           | 3090                                |
| 10.º                                | Bigla                               | 2461                                |

### Países
La clasificación por países se calcula sumando los puntos de las cinco mejores corredoras de cada país. Los países con el mismo número de puntos se clasifican de acuerdo a su corredora mejor clasificado.
| Posición | País           | Puntos  |
| -------- | -------------- | ------- |
| 1.º      | Países Bajos   | 9228    |
| 2.°      | Italia         | 5380,33 |
| 3.º      | Alemania       | 3195,24 |
| 4.º      | Estados Unidos | 2995,49 |
| 5.º      | Australia      | 2926,34 |